# 鳥取県道165号宝木停車場線
鳥取県道165号宝木停車場線（とっとりけんどう165ごう ほうぎていしゃじょうせん）は、鳥取県鳥取市を通る一般県道である。

## 概要
JR西日本山陰本線 宝木駅から鳥取市気高町宝木に至る。

### 路線データ
- 起点：鳥取県鳥取市気高町宝木（JR西日本山陰本線 宝木駅前、鳥取県道182号宝木停車場上光線起点）
- 終点：鳥取県鳥取市気高町宝木（宝木交差点、国道9号交点）

## 路線状況

### 重複区間
- 鳥取県道182号宝木停車場上光線（鳥取市気高町宝木）

## 地理

### 通過する自治体
- 鳥取県
  - 鳥取市

### 交差する道路
| 交差する道路                               | 交差する場所 | 交差する場所      |
| ------------------------------------------ | ------------ | ----------------- |
| 鳥取県道182号宝木停車場上光線 重複区間起点 | 気高町宝木   | 起点              |
| 鳥取県道182号宝木停車場上光線 重複区間終点 | 気高町宝木   |                   |
| 国道9号                                    | 気高町宝木   | 宝木交差点 / 終点 |

### 沿線
- JR西日本山陰本線 宝木駅
- 浜村警察署 宝木駐在所